# Малосадовский сельсовет
Малосадовский сельсовет — упразднённое муниципальное образование со статусом сельского поселения в Сосновоборском районе Пензенской области Российской Федерации.
Административный центр — село Сюзюмское.

## История
Статус и границы сельского поселения установлены Законом Пензенской области от 2 ноября 2004 года № 690-ЗПО «О границах муниципальных образований Пензенской области».
10 октября 2011 года были упразднены сёла Балук и Большая Садовка, а также деревня Карачевка, входившие в состав сельсовета.
Законом Пензенской области от 4 апреля 2017 года № 3027-ЗПО были преобразованы, путём их объединения, сельские поселения Николо-Барнуковский и Малосадовский сельсоветы в Николо-Барнуковский сельсовет с административным центром в селе Николо-Барнуки.

## Население
| 2010 | 2012 | 2013 | 2014 | 2015 | 2016 | 2017 |
| ---- | ---- | ---- | ---- | ---- | ---- | ---- |
| 544  | ↘520 | ↘500 | ↘476 | ↗483 | ↘461 | →461 |

## Состав сельского поселения
| № | Населённый пункт | Тип населённого пункта       | Население |
| - | ---------------- | ---------------------------- | --------- |
| 1 | Малая Садовка    | село                         | ↘132      |
| 2 | Ручим            | деревня                      | 3         |
| 3 | Сюзюмское        | село, административный центр | ↘409      |